# Lijst van rijksmonumenten in Kessel
De plaats Kessel telt 12 inschrijvingen in het rijksmonumentenregister. Hieronder een overzicht.
| Object                                                                             | Oorspronkelijke functie?  | Bouwjaar            | Architect | Locatie                     | Coördinaten?                 | Nr.?   | Afbeelding                                               |
| ---------------------------------------------------------------------------------- | ------------------------- | ------------------- | --------- | --------------------------- | ---------------------------- | ------ | -------------------------------------------------------- |
| Kasteel Keverberg                                                                  | Fort, vesting en -onderdl | 12e eeuw en later   |           | Dorpstraat 5                | 51° 17' 28" NB, 6° 3' 20" OL | 23637  | Meer afbeeldingen                                        |
| R.K. Kerk 'O.L. Vrouw Geboorte': kerk en toren                                     | Kerk en kerkonderdeel     | 1873                |           | Kerkplein 3                 | 51° 17' 26" NB, 6° 3' 18" OL | 23638  | Meer afbeeldingen                                        |
| R.K. Kerk 'O.L. Vrouw Geboorte': inventaris o.a.: een crucifix, verder grafkruisen | Vanwege onderdelen kerk   | 17e en 18e eeuw     |           | Kerkplein bij 3             | 51° 17' 26" NB, 6° 3' 18" OL | 23639  | Upload foto                                              |
| Huis met verdieping en schilddak, ingangsomraming van hardsteen met kroonlijst     | Woonhuis                  | 1800 (ankerjaartal) |           | Markt 4                     | 51° 17' 29" NB, 6° 3' 26" OL | 23640  | Meer afbeeldingen                                        |
| Boerderij met binnenplaats                                                         | Boerderij                 | 1803 (ankerjaartal) |           | Ondersteweg 2               | 51° 17' 32" NB, 6° 3' 35" OL | 23641  | Meer afbeeldingen                                        |
| Wegkruis met 2 bomen (hagelkruis)                                                  | Gedenkteken               |                     |           | Wegkruis a/d Ondersteweg    | 51° 17' 52" NB, 6° 3' 32" OL | 23642  | Wegkruis met 2 bomen (hagelkruis)                        |
| Wegkruis, bij het kruispunt met de weg naar Helden                                 | Gedenkteken               |                     |           | Wegkruis a/d Provincialeweg | 51° 17' 34" NB, 6° 2' 52" OL | 23643  | Upload foto                                              |
| Sint-Anthonius                                                                     | Industrie- en poldermolen | 1802                |           | Roode Eggeweg 3             | 51° 17' 38" NB, 6° 2' 51" OL | 23644  | Meer afbeeldingen                                        |
| Gepleisterd huis met verdieping en afgewolfd mansardedak                           | Woonhuis                  |                     |           | Veers 10                    | 51° 17' 17" NB, 6° 2' 45" OL | 23648  | Meer afbeeldingen                                        |
| Gepleisterd huis met verdieping en afgewolfd mansardedak                           | Woonhuis                  |                     |           | Veers 11                    | 51° 17' 17" NB, 6° 2' 46" OL | 23649  | Gepleisterd huis met verdieping en afgewolfd mansardedak |
| Terrein waarin overblijfselen van het kasteel De Putting                           | Archeologisch monument    | middeleeuwen        |           |                             | 51° 18' 28" NB, 6° 4' 20" OL | 47115  | Upload foto                                              |
| Villa Oeverberg                                                                    | Woonhuis                  | 1870-1872           |           | Veersepad 17                | 51° 17' 20" NB, 6° 3' 2" OL  | 525621 | Meer afbeeldingen                                        |